# Chapelle de Louvetot
La chapelle de Louvetot appelée aussi chapelle Sainte-Marie-Madeleine est une chapelle catholique située à Grigneuseville, en France.

## Localisation
L'église est située à Grigneuseville, commune du département français de la Seine-Maritime, dans l'ancienne commune de Louvetot qui fusionne avec Grigneuseville en 1826.

## Historique
La chapelle est datée du XIIIe siècle-XVIIIe siècle ou du XIIIe siècle-XVe siècle-XIXe siècle.
L'édifice est modifié au XVIIIe siècle.
L'édifice est inscrit au titre des monuments historiques par arrêté du 5 décembre 1984.

## Description
L'édifice conserve un blason peint de la famille Godard de Belbeuf et une pierre obituaire du XVIIe siècle.